# Mimathyma
Mimathyma es un género de lepidópteros perteneciente a la familia Nymphalidae. Es originario del este de Asia.

## Especies
- Mimathyma schrenckii
- Mimathyma nycteis
- Mimathyma chevana
- Mimathyma ambica